# Audan Schualy
Der Audan Schualy (kasachisch Жуалы ауданы Schualy audany, russisch Жуалынский район Schualynski rajon) ist ein Bezirk im Gebiet Schambyl in Kasachstan.

## Bevölkerung
Bei der Volkszählung 1999 hatte der Audan Schualy  Einwohner. Die letzte Volkszählung 2009 ergab für den Bezirk eine Einwohnerzahl von . Die Fortschreibung der Bevölkerungszahl ergab zum 1. Januar 2025 eine Einwohnerzahl von 54.188.
| Einwohnerentwicklung               | Einwohnerentwicklung | Einwohnerentwicklung | Einwohnerentwicklung | Einwohnerentwicklung | Einwohnerentwicklung | Einwohnerentwicklung | Einwohnerentwicklung |
| 1939                               | 1959                 | 1970                 | 1979                 | 1989                 | 1999                 | 2009                 | 2021                 |
| ---------------------------------- | -------------------- | -------------------- | -------------------- | -------------------- | -------------------- | -------------------- | -------------------- |
| 32.733                             | 38.104               | 45.679               | 47.145               | 48.384               | 48.453               | 50.391               | 54.072               |
| Anmerkung: Volkszählungsergebnisse |                      |                      |                      |                      |                      |                      |                      |

## Verwaltungsgliederung
Der Audan Schualy ist in  ländliche Bezirke (kasachisch Ауылдық округ Auyldyq okrug; russisch Сельский округ Selski okrug) gegliedert (Stand: 2021).
| Ländlicher Kreis      | Einwohner | Einwohner | Orte                                                                |
| Ländlicher Kreis      | 2009      | 2021      | Orte                                                                |
| --------------------- | --------- | --------- | ------------------------------------------------------------------- |
| Aqsai                 | 2933      | 3030      | Diqan, Qairat                                                       |
| Aqtöbe                | 2693      | 2682      | Aqtoghan, Bäiterek, Qurküreussu, Schangatalap                       |
| Bauyrschan Momyschuly | 12.491    | 15.284    | Bauyrschan Momyschuly                                               |
| Biliköl               | 1833      | 1634      | Äbdiqadyr, Darbasa, Qarabastau, Schylybulaq                         |
| Boraldai              | 2691      | 2545      | Jertai, Költoghan, Rysbek batyr                                     |
| Kökbastau             | 3081      | 2980      | Baqaly, Köktöbe, Qosböltek, Teris                                   |
| Kürengbel             | 2127      | 2071      | Qaratas, Kürengbel                                                  |
| Myngbulaq             | 4091      | 4635      | Kölbastau, Talapty                                                  |
| Nurlykent             | 4413      | 4565      | Qasbastau, Nurlykent, Tüktibai                                      |
| Qarassas              | 3310      | 3471      | Aqbastau, Köktas, Qarassas, Qarassu, Schurymbai                     |
| Qoschqarata           | 1671      | 1542      | Aqtasty, Qoschqarata, Qystoghan                                     |
| Qysylaryq             | 2297      | 2397      | Alatau, Aqtöbe, Qysylaryq, Syrym, Terissaschtschybulaq              |
| Schaqpaq              | 3888      | 4043      | Amansai, Schaqpaq, Schaqpaqata, Tättibai Düissebajuly, Yntymaq      |
| Schetitöbe            | 2872      | 3193      | Käriqorghan, Qongyrtöbe, Qosmurat, Maibulaq, Schyngbulaq, Tasbastau |
| Audan Schualy         | 50.391    | 54.072    |                                                                     |